# Patinação sobre rodas nos Jogos Pan-Americanos de 1979
A patinação sobre rodas nos Jogos Pan-Americanos de 1979 foi disputada em San Juan, Porto Rico. Houve competições de patinação de velocidade, patinação artística e hóquei sobre patins.

## Medalhistas
Velocidade masculino
| Evento                              | Ouro                   | Prata                      | Bronze                     |
| ----------------------------------- | ---------------------- | -------------------------- | -------------------------- |
| 500 m detalhes                      | Kenneth Sutton ( USA ) | Curtis Cook ( USA )        | Reynaldo Vega ( ARG )      |
| Eliminação em duplas 500 m detalhes | Kenneth Sutton ( USA ) | Reynaldo Vega ( ARG )      | Raul Subiledt ( ARG )      |
| Largada em massa 3000 m detalhes    | Raul Subiledt ( ARG )  | Curtis Cook ( USA )        | Christopher Snyder ( USA ) |
| Largada em massa 5000 m detalhes    | Tom Peterson ( USA )   | Adalberto Lugea ( ARG )    | Humberto Triana ( COL )    |
| 10000 m detalhes                    | Tom Peterson ( USA )   | Christopher Snyder ( USA ) | Jose Ramírez ( COL )       |
| 20000 m detalhes                    | Tom Peterson ( USA )   | Christopher Snyder ( USA ) | Raul Subiledt ( ARG )      |
| Reveamento 10000 m detalhes         | USA Estados Unidos     | USA Estados Unidos         | ARG Argentina              |

Velocidade feminino
| Evento                              | Ouro                      | Prata                     | Bronze                    |
| ----------------------------------- | ------------------------- | ------------------------- | ------------------------- |
| 500 m detalhes                      | Nora Vega ( ARG )         | Linda Dorso ( USA )       | Elaine Coley ( USA )      |
| Eliminação em duplas 500 m detalhes | Nora Vega ( ARG )         | Linda Dorso ( USA )       | Claudia Rodríguez ( ARG ) |
| Largada em massa 3000 m detalhes    | Nora Vega ( ARG )         | Claudia Rodríguez ( ARG ) | Linsue Peterson ( USA )   |
| 5000 m detalhes                     | Claudia Rodríguez ( ARG ) | Suzanne Dooley ( USA )    | Sonia Freigeiro ( ARG )   |
| Revezamento 5000 m detalhes         | ARG Argentina             | USA Estados Unidos        | USA Estados Unidos        |

Artística
| Evento                            | Ouro                 | Prata                  | Bronze                 |
| --------------------------------- | -------------------- | ---------------------- | ---------------------- |
| Programa longo masculino detalhes | Fred Morante ( USA ) | Alexander Kane ( USA ) | Guy Aubin ( CAN )      |
| Programa longo feminino detalhes  | Natalie Dunn ( USA ) | JoAnne Young ( USA )   | Sylvie Gingras ( CAN ) |
| Duplas detalhes                   | USA Estados Unidos   | USA Estados Unidos     | CAN Canadá             |
| Dança detalhes                    | USA Estados Unidos   | USA Estados Unidos     | CAN Canadá             |

Hóquei
| Evento                       | Ouro          | Prata      | Bronze    |
| ---------------------------- | ------------- | ---------- | --------- |
| Hóquei sobre patins detalhes | ARG Argentina | BRA Brasil | CHI Chile |